# Sambughè
Sambughè è una frazione del comune di Preganziol, in provincia di Treviso. Al suo interno è compresa la località Boschetta.

## Geografia fisica
Il centro di Sambughè si trova a sudovest del capoluogo comunale, in prossimità del confine con Campocroce di Mogliano Veneto e Zero Branco. Si sviluppa lungo le arterie di via Sambughè e via Luisello che per un tratto è classificata come strada provinciale (n. 106 "Ovest Terraglio").
L'abitato è compreso tra il Zermanson a sud e il Serva a nord, due modesti corsi d'acqua di origine risorgiva.

## Storia
Il toponimo, forma contratta del termine veneto sambughédo (bosco di sambuchi), indica un'area piena di sambuchi, disboscata e messa a coltura con la successiva nascita di un villaggio rurale. Toponimi di questo genere sono frequenti nel trevigiano, come nel caso di Codognè (dal veneto codognédo, "melo cotogno") o Fagarè (ossia fagarédo da faghèr "faggio").
Il paese fu menzionato per la prima volta in un quaternus del 1307, dove si parla di una regula de Sambughedo.

## Luoghi di interesse

### Architetture religiose

#### Parrocchiale

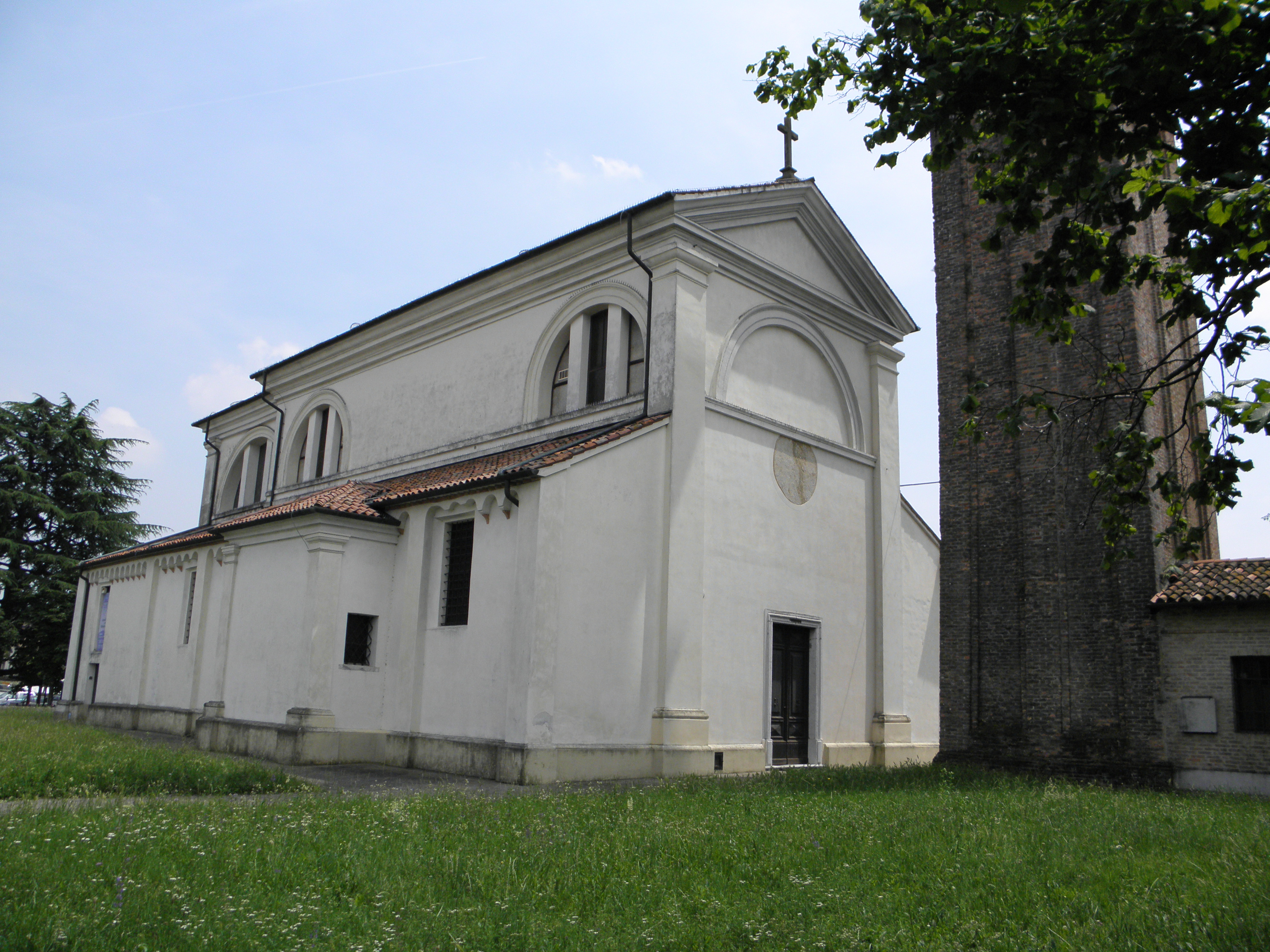
La parrocchiale

La chiesa parrocchiale, intitolata a San Martino, è di origini antiche, ma assunto l'attuale aspetto con la ricostruzione del XVII secolo conclusa nel 1640 con la consacrazione del vescovo di Treviso Marco Morosini.
Si tratta di un edificio a tre navate che non segue un preciso ordine architettonico. L'altare maggiore è del 1652, è di fattura veneta ed in esso si trova una tela raffigurante San Martino che dona parte del suo mantello al povero, eseguita dal pittore Michele Desubleo. Da ricordare all'esterno una delle entrate del sagrato, costituita da una piccola loggia con sedili ai lati, sotto la quale una lapide indica la sepoltura dei sacerdoti.

### Architetture civili

#### Villa Marcello
Villa veneta localizzata in località Boschetta ed affacciata al Terraglio. Fu costruita tra il XVII e il XVIII secolo e in origine apparteneva ai Lin, passando poi agli Andrighetti, alla marchesa Carlotti Zon e agli attuali proprietari Marcello del Majno.
Il corpo centrale, a tre piani e a pianta quadrata, è affiancato da due ali più basse. La facciata rivolta sul Terraglio è sormontata da un timpano ed è ornata da un balcone con ringhiera di ferro battuto. A destra, un fabbricato più recente con portico si allunga sino alle dipendenze, conferendo al complesso una pianta a L.
Il salone centrale della villa è decorato da stucchi e da quattro affreschi rappresentanti le Stagioni, forse di Giuseppe Bernardino Bison oppure di Pietro Antonio Novelli o, ancora, di Costantino Cedini.
Il parco, rimasto nella configurazione originaria, è di notevole interesse. Vi si trova un piccolo oratorio e un pozzo con vera in stile bizantino. Di origine bizantina è anche un sarcofago posto nelle vicinanze.

#### Villa "Il Palazzon"
Si trova a est del centro, alla fine di via Caduti nei Lager 1940-45 e in prossimità della ferrovia Venezia-Udine.
Risalente al Sei-Settecento, alcune imprecise notizie la dicono ricavata da un più vasto complesso monastico. Perfino la storia recente non è molto chiara: secondo qualcuno l'edificio sarebbe stato restaurato nel 1955, ma la documentazione del 1961 ne attesta ancora le pessime condizioni. Probabilmente fu recuperata con un intervento successivo al decreto di vincolo del 1960, ma lo stato attuale, molto buono, è il risultato dei lavori degli anni 1980.
L'edificio padronale presenta un aspetto molto sobrio, dalle linee ben proporzionate. A ponente gli si salda un rustico, con un porticato ad archi sormontato da una serie di aperture rettangolari in continuità con quelle del secondo livello della villa.

#### Casa Luisello, Bandarin, Stocco
Edificio a due piani più sottotetto sito subito appena a nord del centro abitato, lungo una laterale di via G. Rossa. Attualmente di proprietà Stocco, è difficile ricostruirne la storia perché gli scarsi documenti testimoniano solo gli ultimi passaggi di proprietà (fu dei Luisello e dei Bandarin). Non si esclude che possa rappresentare uno dei tanti palazzi attestati in passato a Sambughè e dei quali si è persa traccia: il Boschini, per esempio, cita il «delicioso Palazzo del Serenissimo Pesaro» il «Palazzino di architettura Palladiana ora del Sig. Gio. Sebastiano Pfauz» e «quello dell'Aldrighetti». Potrebbe altresì derivare dal recupero di materiale architettonico proveniente da una villa demolita.
Quest'ultima ipotesi sarebbe confermata dalla presenza di elementi di pregevole fattura assemblati in modo un po' incerto su quello che in origine era un rustico (si notino, sul fronte principale, le due arcate a sesto ribassato contrapposte alla parete piena sulla sinistra). Al piano superiore spiccano una trifora ad arco a tutto sesto con una coppia di monofore per lato, tutte in pietra d'Istria finemente lavorata.

#### Altre ville venete
A Sambughè sorgono inoltre casa Marcello (XVIII secolo, affacciata alla piazza), villa Bianchini-Morpurgo-Dal Bo-Brotto (XVI secolo, in via Casarin).

Villa Morpurgo.
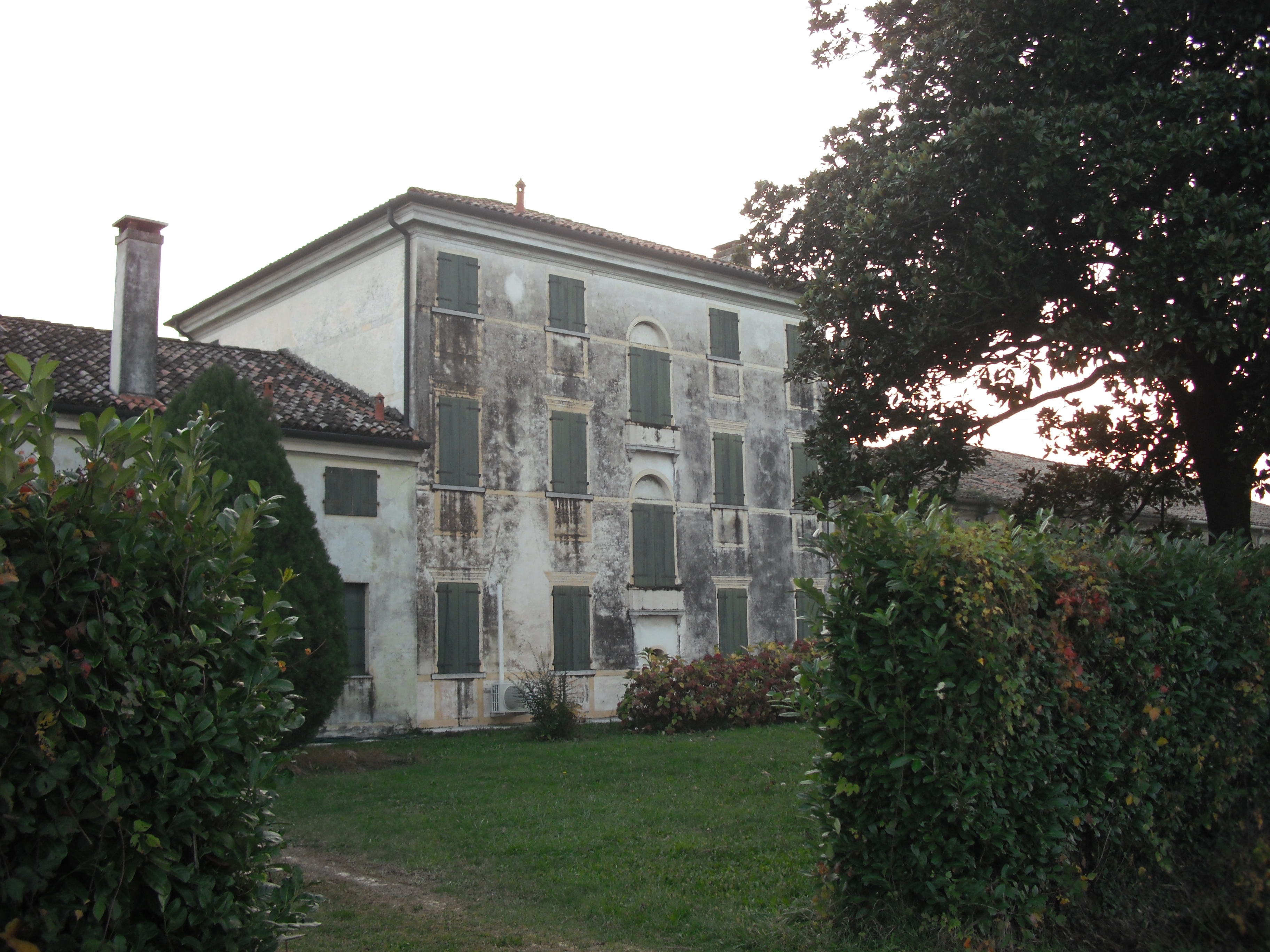
Il retro di villa Sagramora.
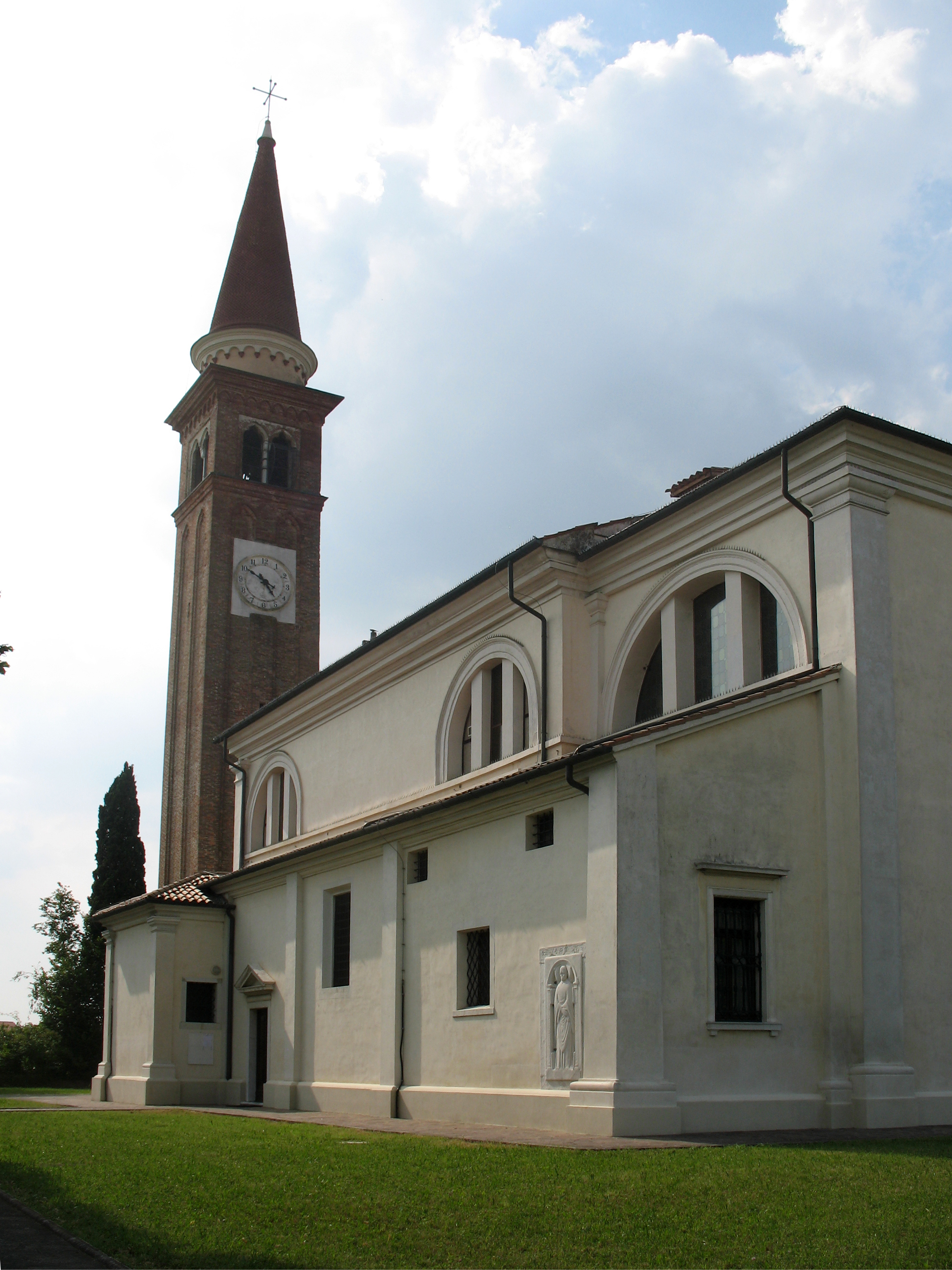
Chiesa parrocchiale San Martino.
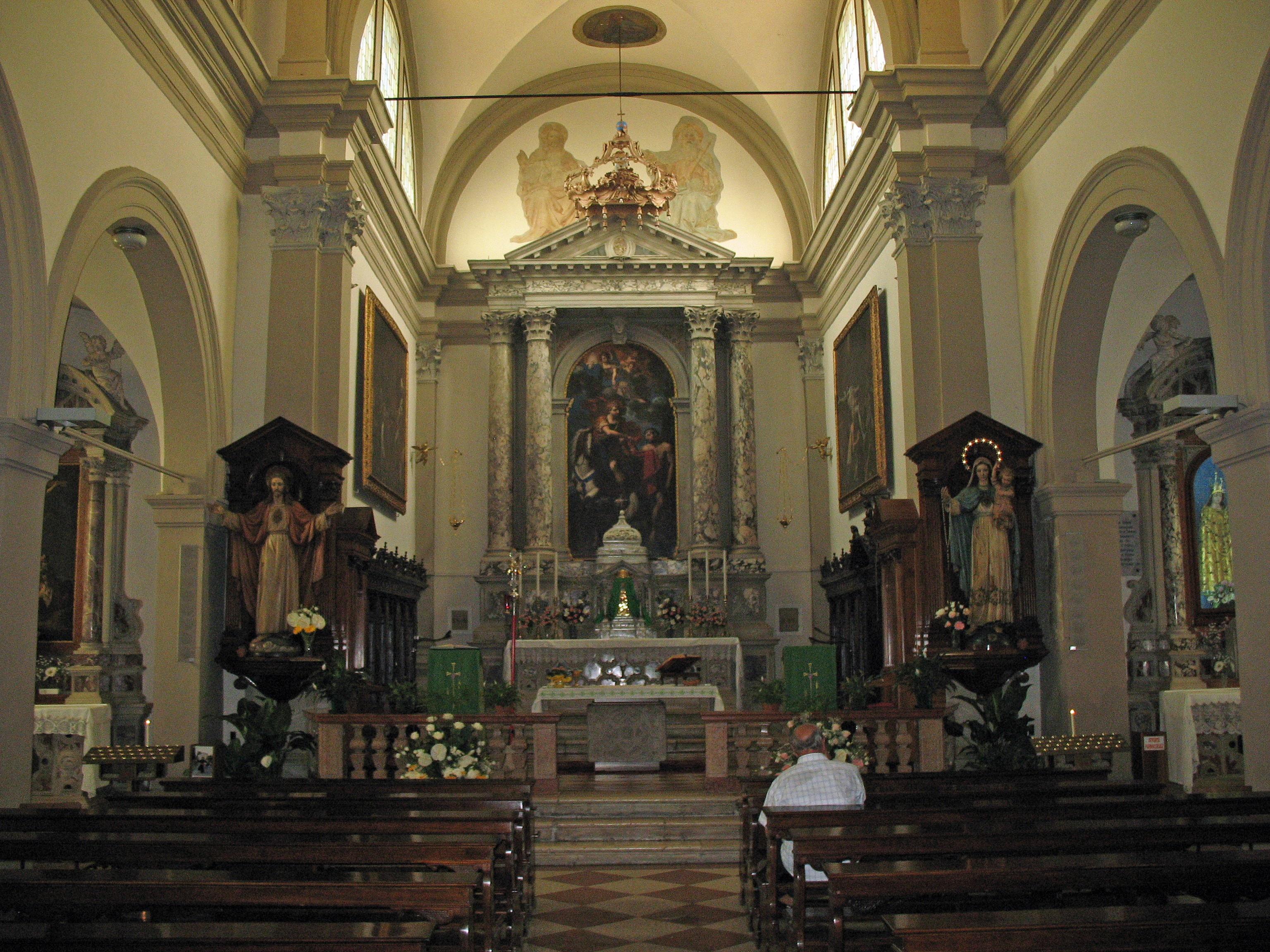
Chiesa di San Martino: ai lati del presbiterio le statue lignee di Ludwig e Vinzenz Moroder.

### Altro
Di recente realizzazione è degno di nota il percorso naturalistico denominato "il Sambuco", itinerario cicloturistico che percorre 13 km di strade di Preganziol offrendo scorci interessanti della campagna ad ovest del capoluogo.

## Infrastrutture e trasporti

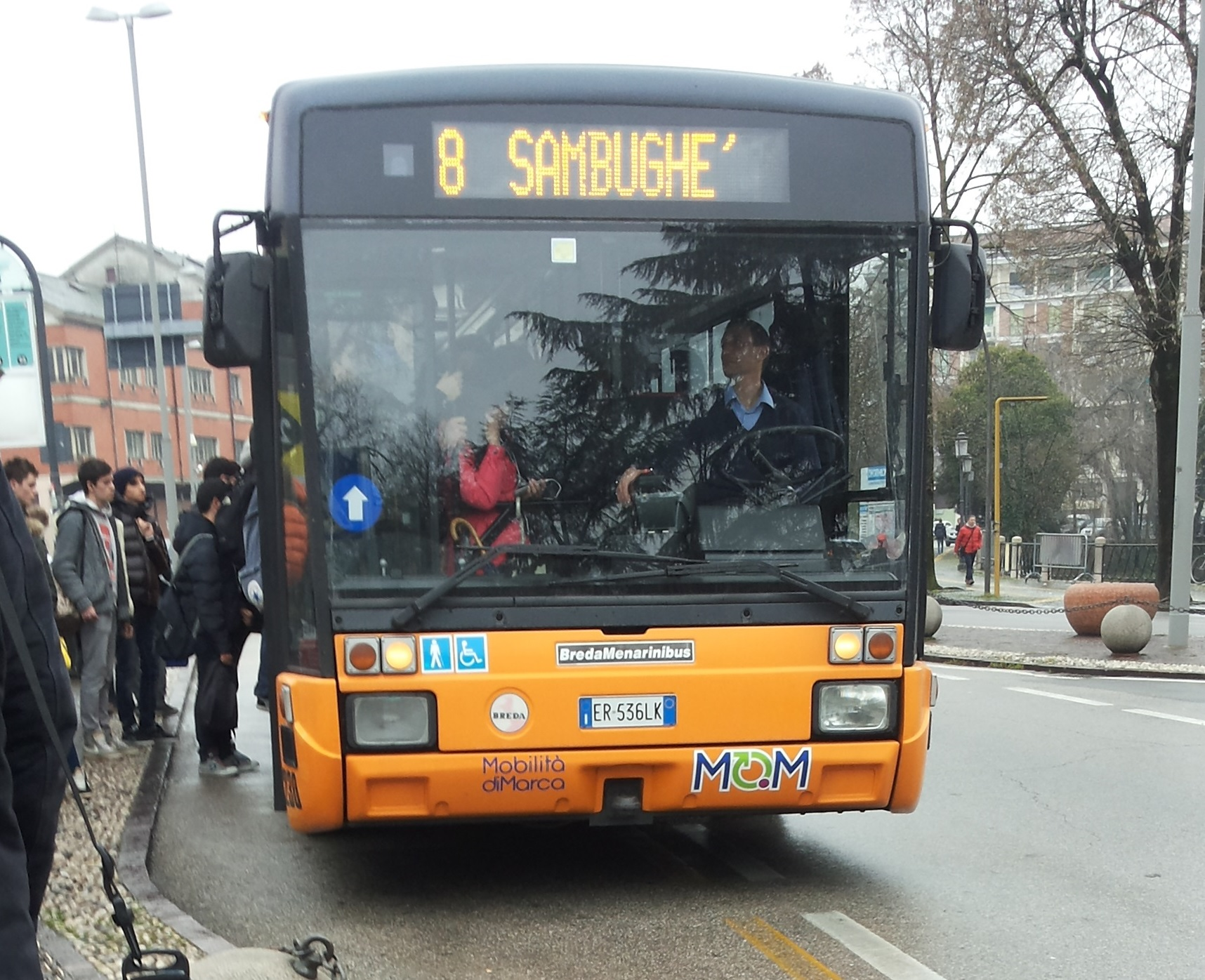
Autobus di MOM in partenza per Sambughè

Il centro di Sambughè è servito dagli autobus dell'azienda di trasporti MOM, mentre lungo il Terraglio, nei pressi della Boschetta, vi sono fermate gestite dall'ACTV.
Sino ai primi del Novecento, sempre lungo il Terraglio, esisteva una linea tramviaria che collegava Venezia e Treviso (ne resiste ancora qualche traliccio). Nello stesso periodo era attiva anche una fermata lungo la ferrovia Venezia-Udine, che lambisce la Boschetta.
In tempi recenti sono state realizzate alcune piste ciclabili per favorire i collegamenti con Preganziol e Mogliano Veneto.